# Novara-Montalbano-Furnari vasútállomás
Novara-Montalbano-Furnari vasútállomás egy vasútállomás Olaszországban, Szicília régióban, Messina megyében, Novara di Sicilia településen. Forgalma alapján az olasz vasútállomás-kategóriák közül a bronz kategóriába tartozik.

## Vasútvonalak
Az állomást az alábbi vasútvonalak érintik:
- Palermo–Messina-vasútvonal